# Braslav, Duce al Panoniei
Braslav (fl. 882–896) a fost un nobil franco-slav cu titlul de dux (duce), guvernator al Pannoniei de Jos între anii 884 și 896 și supus al lui Arnulf de Carintia. A participat la Războiul franco-morav (882-884) și la invazia francilor în Moravia (891-892). El a fost menționat ultima dată atunci când Arnulf i-a încredințat Pannonia, pentru a asigura apărarea frontierei france împotriva maghiarilor (896), care au ocupat ulterior toată Pannonia și și-au continuat incursiunea în Italia.

## Context
În anii 882-884 a avut loc un război sângeros între Arnulf de Carintia și Svatopluk I al Moraviei, în timpul căruia așezările omenești din Pannonia și de la Dunăre au suferit cel mai mult. Se spune că Svatopluk ar fi „măcelărit ucigător și înverșunat ca un lup, a distrus mult prin foc și sabie”. Cei doi conducători au convenit asupra păcii în 884.

## Biografie
Prinț slav și înflăcărat loialist franc, potrivit Annales regni Francorum, Braslav a fost „Ducele Pannoniei Inferior” (Pannonia inferior cum duce Braslao ad officium rediit). El a condus o provincie cuprinsă între râurile de la Drava la Sava (în Slavonia modernă). A luat parte în anul 884 la semnarea tratatului de pace franco-morav de la Tulln.
Cândva în cursul anului 891, potrivit Analelor de la Fulda, Arnulf a trimis în Moravia o delegație condusă de margraful Arbo pentru a reînnoi pacea. O scrisoare scrisă de margraf a anunțat curând că delegații se întorceau de la Svatopluk și că moravii care acceptaseră „să se dea în prietenie”. Cu toate acestea, Svatopluk și-a încălcat promisiunile, astfel încât Arnulf a decis să invadeze Moravia în 891. Arnulf s-a întâlnit mai întâi cu Braslav, dux-ul slav de pe râul Sava, a ridicat apoi o armată de franconi, bavarezi și alemani și, de asemenea, a recrutat maghiari pentru campania lui (pentru recrutarea din urmă, cronicarii ottonieni l-au învinovățit pe Arnulf pentru că i-a dezlănțuit pe maghiari împotriva Europei). Braslav a participat la campania din 892.
După moartea lui Svatopluk în anul 894, maghiarii au făcut ravagii în Pannonia, devenind inamici ai lui Arnulf și amenințând Pannonia Francă. Situația critică a apărut după ce maghiarii au ocupat bazinul panonic cuprins între Tisa și Dunăre. Astfel, în 895 sau 896, Arnulf i-a încredințat lui Braslav stăpânirea Pannoniei cu localitatea Mosapurc (actualul Zalavár, Ungaria), întărind astfel apărarea frontierei sale sud-estice. Arnulf și Braslav nu i-au putut opri pe maghiari, care au ocupat întreaga Pannonia. Braslav a fost menționat pentru ultima oară într-o sursă datând din anul 898, timp în care o mare armată maghiară a pătruns pentru prima dată în Italia, traversând teritoriile slave.

## Moștenire
Istoricii consideră că orașul Bratislava, capitala Slovaciei, a fost numit după Braslav (Brezalauspurc, 907).
În istoriografia croată modernă, el este numit prinț croat.